# George Murray Levick

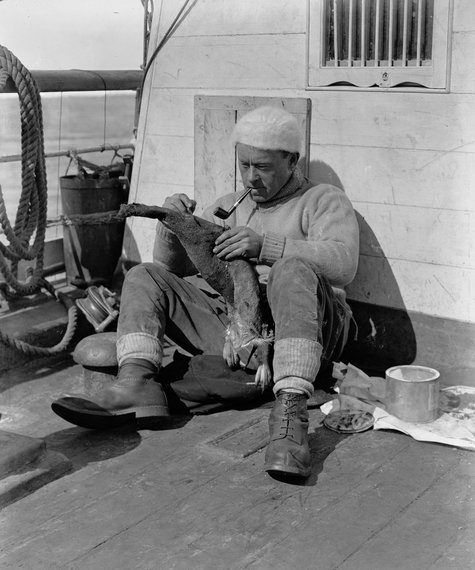
George Murray Levick (1910)

George Murray Levick (* 3. Juli 1876 in Newcastle upon Tyne; † 30. Mai 1956 in Poltimore, Devon) war ein britischer Arzt, Antarktis-Forscher und Gründer der British Schools’ Exploring Society.

## Leben
Levick studierte Medizin am St Bartholomew’s Hospital in London, bevor er 1902 der Royal Navy beitrat, wo er als Spezialist für Kraft- und Wiederaufbautraining tätig war.
Während der Terra-Nova-Expedition (1910–1913) unter Robert Falcon Scott war er Schiffsarzt im Rang eines Leutnants. Als Mitglied der sogenannten Nordgruppe verbrachte Levick das erste Jahr der Forschungsreise am Kap Adare, wo er die Biologie und das Sozialverhalten von Adeliepinguinen untersuchte. Danach war er an einem Erkundungsmarsch entlang der Küste von Viktorialand beteiligt. Auf dem Rückweg zum Basislager am Kap Evans waren Levick und seine Begleiter gezwungen, sieben Monate lang in einer Schneehöhle auf Inexpressible Island zu überwintern.
In seiner Veröffentlichung Antarctic penguins: a study of their social habits über deren Sozialverhalten entfernte er die Passage über deren, seiner Meinung nach abnormales, Sexualverhalten und veröffentlichte dieses in einer separaten Auflage, die auf 100 Stück limitiert war.
Nach seiner Rückkehr blieb Levick in der Royal Navy, wurde zum Geschwaderarzt befördert und kämpfte im Ersten Weltkrieg in der Grand Fleet und auf der Halbinsel Gallipoli.
Nach Ende des Krieges arbeitete er in den Militärhospitälern des sogenannten Ministry of Pensions in den Bereichen Physiotherapie und Rehabilitationsmedizin.
1932 gründete er die Public Schools’ Exploring Society, die spätere British Schools’ Exploring Society, die Schuljungen die Möglichkeit zu Freizeitaktivitäten in der Wildnis Skandinaviens und Kanadas eröffnete. Im Zweiten Weltkrieg kehrte Levick nochmals in die Royal Navy zurück, wo er hauptsächlich Übungen zu Überlebenstechniken in extremen Situationen leitete.
Nach Levick ist der 2390 m hohe Berg Mount Levick im ostantarktischen Viktorialand benannt.

## Werke
- Antarctic penguins. A study of their social habits. McBride Nast & Company, New York 1914 doi:10.5962/bhl.title.31689
- Antarctic penguins. A study of their social habits. William Heinemann, London 1914 doi:10.5962/bhl.title.8385 doi:10.5962/bhl.title.55896 (Abruf im Internet Archive: siehe Weblinks)